# Woda z kwiatów pomarańczy

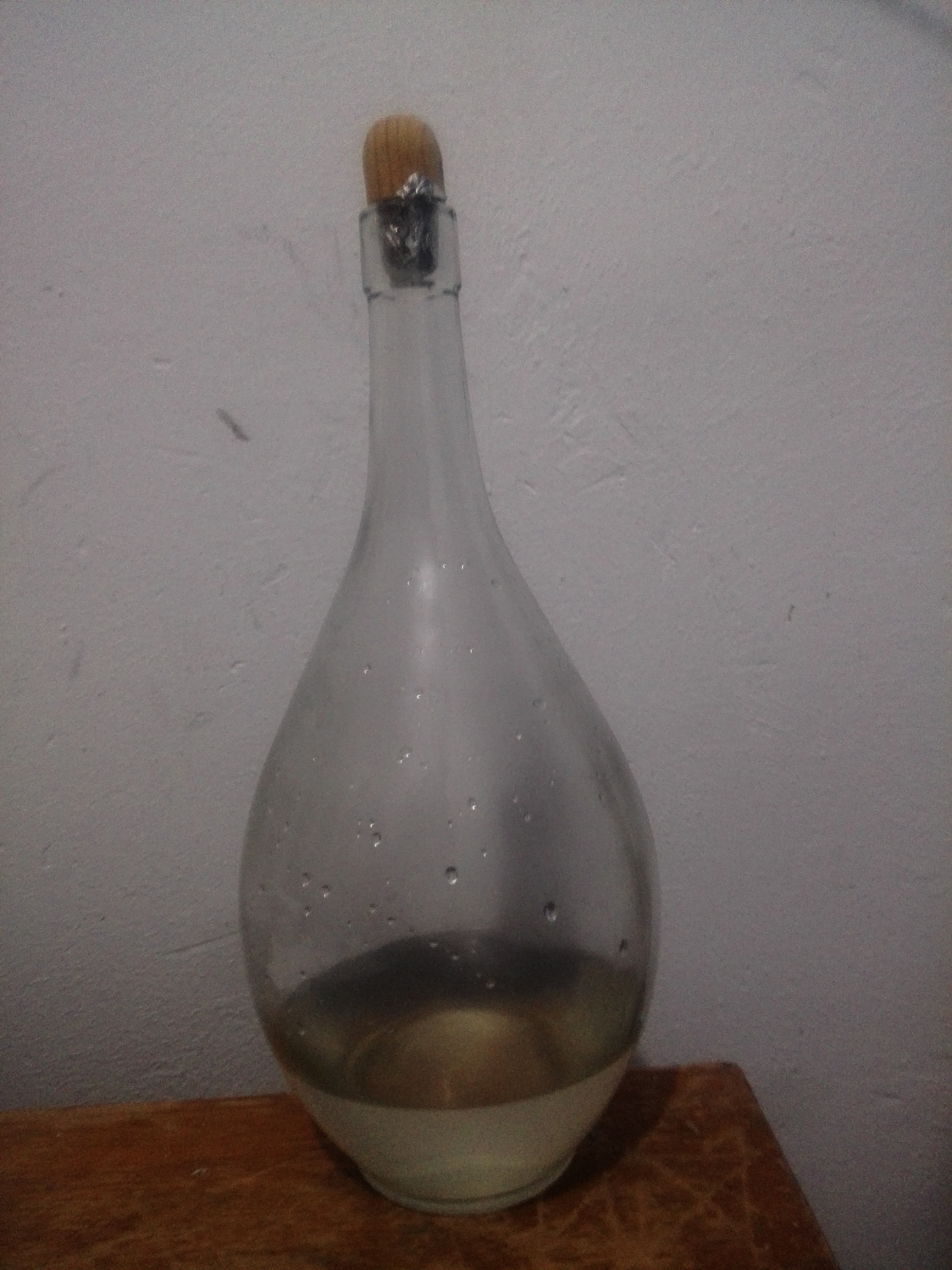
Butelka wody pomarańczowej

Woda z kwiatów pomarańczy (także: woda pomarańczowa, arab. ماء زهر البرتقال) – produkt uboczny destylacji świeżych kwiatów gorzkiej pomarańczy w celu uzyskania z nich olejku eterycznego. Stosowana jest w kuchniach Maghrebu.
Produkt powstaje ze zbieranych w drugiej połowie marca, najczęściej wcześnie rano lub wieczorem, nie pryskanych nawozami, kwiatów gorzkiej pomarańczy. Kwiaty te rozkłada się pod drzewami na maty lub worki z juty, a potem zanurza na kilkanaście godzin w zimnej wodzie. Mokre płatki poddaje się destylacji w miedzianych urządzeniach. Z uwagi na delikatność półproduktu proces, zwłaszcza temperatura, jest ściśle kontrolowany, a nagrzewanie odbywa się bardzo powoli. W wyniku oddziaływania powstaje mieszanina wody i olejku pomarańczowego. Destylat jest odstawiany na około czterdzieści dni celem uzyskania klarowności. Po usunięciu z powierzchni olejku eterycznego, wodę przelewa się do glinianych amfor i zamyka na maksymalnie trzy miesiące.